# 烏爾丁
乌尔丁（Uldin，？—412年）又译乌单，是匈人早期的君主，其统治年代大约相当于拜占庭皇帝阿卡狄奥斯和狄奥多西二世在位期间，日後匈人君主鲁吉拉之父，也是阿提拉祖父。
乌尔丁并不是所有匈人的领袖，他仅仅是西部匈人的君主。400年12月，他诛杀了叛逃来的拜占庭帝国禁军首领盖纳斯，将其首级送往君士坦丁堡作为礼物。五年之后，乌尔丁率部众，支持西罗马帝国的军务长官斯提里科对抗哥特首领拉达盖苏斯的进攻。
408年，乌尔丁入侵默西亚，被拜占庭击退，数千名日耳曼盟友被俘，乌尔丁被迫撤退，412年逝世，匈人分裂为三部。

## 家庭
- 子：
  - 鲁吉拉
  - 奥克塔
  - 蒙杜克
- 孫：
  - 阿提拉
  - 布雷達
- 曾孫：
  - 鄧吉西克
  - 艾拉克
  - 厄爾納克

## 延伸阅读
- Kim, Hyun Jin. . Routledge. 2015. ISBN 9781138841758 （英语）.
- Maenchen-Helfen, Otto J. . University of California Press. 1973  [2019-11-12]. ISBN 9780520015968. （原始内容存档于2018-07-03）.
- Pritsak, Omeljan.  (PDF) IV. Cambridge, Massachusetts: Harvard Ukrainian Research Institute. 1982  [2019-11-12]. ISSN 0363-5570. （原始内容 (PDF)存档于2016-12-13）. |issue=被忽略 (帮助)

| 前任： 巴兰比尔 | 匈人君主 约390年–412年 | 繼任： 查拉通 |